# Voyagers!
Voyagers! es una serie de televisión estadounidense de ciencia ficción de viajes en el tiempo emitida por la NBC en 1982 y 1983. Solo duró una temporada, y la protagonizaron Jon-Erik Hexum y Meeno Peluce.

## Argumento
Phineas Bogg (Jon-Erik Hexum) es un miembro de una sociedad de viajeros en el tiempo llamado Voyagers que, con la ayuda de un joven llamado Jeffrey Jones (interpretado por Meeno Peluce), utilizan un dispositivo de mano llamado Omni (que se parece mucho a un gran reloj de bolsillo) para viajar en el tiempo y asegurar que la historia se desarrolle como la conocemos. En el primer episodio Jeffrey asegura que la cesta del bebé Moisés viaje por el Nilo, donde es recibida por la hija del Faraón.
Bogg y Jeffrey se conocieron por primera vez cuando el Omni de Bogg sufre una avería y lo lleva a 1982, aterrizando en el apartamento de los tíos de Jeffrey, que cuidan de él después de la muerte de sus padres. Jeffrey cayó accidentalmente por una ventana, y Bogg saltó a rescatarlo mediante la activación del Omni. La Guía de Bogg, que contiene una descripción detallada de cómo debe desarrollarse la historia, ha sido tomada por el perro de Jeffrey, Ralph, así que Bogg tiene que depender de Jeffrey (cuyo padre fue un profesor de historia) para ayudarlo.
Phineas es un gran conquistador de mujeres y se las arregla para enamorar a una bella mujer en casi todos los episodios. La memoria de Phineas de los hechos históricos es muy selectiva. Él no puede distinguir la diferencia entre la Revolución Francesa y la Primera Guerra Mundial, pero puede recordar que "¡María Antonieta tenía unas piernas terribles!”. Siempre que la sabiduría de Jeffrey está emparejada en contra de la obstinación de Bogg, Jeffrey generalmente gana, a lo que Bogg siempre murmura, "¡niños inteligentes me dan dolor de cabeza!".
En los créditos finales de cada episodio, regularmente el miembro del reparto Meeno Peluce dice en voz baja: "Si quieres aprender más acerca de {elemento histórico del episodio}, haz un viajecito a la biblioteca pública. ¡Todo está en los libros!”.

## Elenco
| Actor              | Papel          |
| ------------------ | -------------- |
| Jon-Erik Hexum     | Phineas Bogg   |
| Meeno Peluce       | Jeffrey Jones  |
| Stephen Liska      | Voyager Drake  |
| Tracy Brooks Swope | Voyager Olivia |
| Jenny Neumann      | Voyager Susan  |

## Recepción
Tom Shales del The Washington Post elogió la serie como "una versión de acción en vivo de las caricaturas de Sr. Peabody y Sherman en el antiguo y encantador programa 'Bullwinkle'" y "en gran medida un viaje divertido de principio a fin". Voyagers! duró una temporada de 20 episodios, emisión opuesta a las más valoradas en 60 minutos. La serie promedió un 17 de cuota de audiencia. Voyagers! parecía probable que sería renovada para una segunda temporada, pero las controversias en 60 minutos de información llevaron a los ejecutivos a pensar que 60 minutos puede ser retado con éxito por un programa de noticias que compiten en su lugar. NBC cancela Voyagers! y se reemplaza con la TI Magazine programa de noticias Monitor, que promedió sólo un 7 de cuota de audiencia. David Letterman se burló de la cancelación de la serie por parte de NBC al emitir un sketch en su programa Late Night titulado "They Took My Show Away" (Se llevaron mi programa) una parodia de un especial después de la escuela en el que el presentador consuela a un niño que era fan de Voyagers!.

## Episodios
N º	Título	Fecha de emisión original

1 " Voyagers " (Viajeros)
3 de octubre de 1982
El viajero del tiempo Phineas Bogg (Jon-Erik Hexum) accidentalmente llega a Nueva York en 1982 con una máquina del tiempo manual conocida como Omni. Allí se encuentra con un huérfano de 12 años de edad llamado Jeffrey Jones (Meeno Peluce). Pero cuando Jeffrey cae accidentalmente por la ventana, Bogg va tras él y ambos desaparecen. Bogg no puede traer de vuelta a Jeff a 1982, debido a que el Omni de Bogg sólo cuenta con circuitos para viajar hasta 1970 (Bogg sólo fue capaz de ir a 1982, debido al mal funcionamiento del dispositivo). Al salvar la vida de Jeffrey, Bogg no pudo recuperar su Guía (un libro que le explica cómo la historia debería haber ocurrido) en 1982, por lo que en el año 1450 a. C., Jeff ayuda a Bogg como Viajero de poner al bebé Moisés en el Nilo, río en el antiguo Egipto. Pero al llegar a Francia, un final alternativo a la Primera Guerra Mundial se lleva a cabo en 1918, sin aviones. Conocen a una aspirante a actriz de Estados Unidos llamada Mary, interpretada por Faye Grant. Ambos retroceden en el tiempo a 1903 en Kitty Hawk, Carolina del Norte y allí, Bogg se enoja con Jeffrey cuando dice algo sobre su padre. Más tarde, Jeffrey dice tristemente a Bogg acerca de cómo su madre y su padre murieron. Él llora cuando dice que no pudo conseguir que alguien se detuviera. Bogg le dice a Jeffrey que no se culpe y cubre a Jeff y éste se queda dormido. Luego van a Dayton, Ohio, e inspiran a los hermanos Wright a inventar el primer volador Wright y luego viajan en el tiempo, asegurándose de que los aliados tienen los aviones en la Primera Guerra Mundial (luchando contra el Barón Rojo en un duelo aéreo en el camino) y luego van a Inglaterra, al 14 de octubre de 1066 en medio de la batalla de Hastings.

2	"Created Equal" (Iguales)
10 de octubre de 1982
La cuestión de la esclavitud se centra en cómo los Viajeros terminan en Italia en el año 73 a. C. durante una sesión de entrenamiento de un gladiador supervisado por Cicerón. Allí conocen a Espartaco y son tomados por esclavos, pero se escapan a Misuri en 1847. Allí conocen a Samuel Langhorne Clemens a la edad de 12 años y terminan ayudando a Harriet Tubman con el Ferrocarril Subterráneo. Luego, vuelven a la antigua Roma y Espartaco es libre para que pueda reunir a sus compañeros esclavos de nuevo en Capua.

3	"Bully and Billy" (Bully y Billy)
24 de octubre de 1982
Los Viajeros terminan en Santiago de Cuba el 1 de julio de 1898 durante la Guerra Española-Americana. Allí se encuentran con que los españoles están ganando, ya que Theodore Roosevelt y los jinetes no están allí para ayudar, porque Billy the Kid mató a Roosevelt en 1880. Después de ayudar a Benjamin Franklin con su cometa en Filadelfia, Pensilvania el 10 de junio de 1752, viajan en el tiempo a 1880 y hacen equipo con la pandilla fugitiva de Billy para evitar que el futuro presidente de los Estados Unidos sea asesinado de un disparo en el Viejo Oeste Americano.

4	"Agents of Satan" (Los agentes de Satanás)
31 de octubre de 1982
Jeffrey y Bogg aterrizan en Salem, Massachusetts, el 13 de noviembre de 1692, durante los juicios de brujas de Salem. Sin embargo, se suponía que estos juicios llegarían a su fin el 14 de septiembre del mismo año. Bogg y Jeff deben impedir que la madre de Benjamín Franklin, Abaia Folger, sea ahorcada. Bogg, sin embargo, es juzgado y condenado como un agente de Satanás y condenado a ser quemado en la hoguera, pero Jeffrey utiliza el Omni para enviar a ambos a Boston en 1924. Allí se encuentran con Harry Houdini durante una sesión de espiritismo y luego van a Baltimore, Maryland, para devolver la letra del Himno Nacional de Francis Scott Key en 1814, justo antes de detener a un charlatán que intenta matar a Houdini en 1924, luego vuelven a 1692 y detienen los juicios de brujas para siempre.

5	" Worlds Apart" (Mundos Separados)
7 de noviembre de 1982
Después de que un Omni gravemente gastado casi los deja en Siberia, Bogg y Jeff se separan en el Oriente Medio en 1917 durante los conflictos entre tribus árabes y los turcos otomanos. Jeffrey apenas escapa con el Omni. Bogg conoce a Lawrence de Arabia, y son encarcelados por los turcos, pero escapan con la ayuda de una mujer árabe llamada Medina. Mientras tanto, en Menlo Park, Nueva Jersey (19 de octubre de 1879), Jeffrey ayuda a Thomas Edison con la invención de la luz eléctrica. Edison desmantela el Omni y, aunque incapaz de aprender sus secretos, se las arregla para repararlo. Luego Jeffrey se reúne con Bogg en Aqaba. Luego viajan de regreso a 1879, al 31 de diciembre, para presenciar cuando Thomas Edison muestra la iluminación incandescente al público por primera vez. 
6	"Cleo and the Babe" (Cleo y Babe)
14 de noviembre de 1982
En Roma, Italia, el 15 de marzo, en el año 44 a. C. ellos conocen a Cleopatra en el idus de marzo, donde Julio César es asesinado en la República Romana en el pleno del Senado. Allí, la ayudan a escapar a Egipto, pero terminan perdiéndola en Nueva York el 21 de mayo de 1927. Jeff nota que el estadio de los Yankees no se construye, debido a que Babe Ruth nunca llegó traspasado al equipo de Nueva York. Luego van y conocen a Isaac Newton en Inglaterra en 1669, para ayudarlo a descubrir la gravedad justo antes de ir a Boston, Massachusetts en 1919 para asegurarse de que Ruth se convierte en un bateador con los Medias Rojas de Boston. Al principio esto no estaba saliendo bien, porque Ruth era lanzador y no bateador. Entonces para sacarlo de ese puesto, Jeff enseña a Bogg a lanzar mejor que Ruth,. El entrenador contrata a Bogg como el lanzador del equipo, Ruth decide retirarse y entonces Jeff le enseña a batear. El 29 de septiembre de 1927, encuentran a Cleopatra, pero tienen que proteger a Babe Ruth del jefe del crimen de Lucky Luciano para que Ruth pueda golpear su jonrón número 60 el 30 de septiembre. 
7	"The Day the Rebs Took Lincoln" (El día que los Rebeldes tomaron a Lincoln)
21 de noviembre de 1982
Bogg y Jeff son capturados por el Ejército de los Estados Confederados el 19 de noviembre de 1863 en Gettysburg, Pensilvania, debido a que el Sur está ganando la Guerra Civil Americana. Ellos aprenden que los confederados secuestraron a Abraham Lincoln el 18 de abril de 1862 en Washington D. C.. Después de escapar del campo, van a Londres, Inglaterra, en 1832 donde conocen a Charles Dickens. De regreso en Washington, un contacto presidencial traiciona a Lincoln, pero los Viajeros traen de vuelta al transporte presidencial de Lincoln secuestrado bajo la Unión de control. 
8	"Old Hickory and the Pirate" (El viejo Hickory y el pirata)
28 de noviembre de 1982
En Nueva Orleans, Luisiana, en 1815, la guerra de 1812 no ha terminado y el control británico de la ciudad aún continúa en marcha. Los Viajeros ayudan a Meriwether Lewis y a William Clark en el Paso del Noroeste en 1803, justo antes de ir a las Bahamas en 1798 para alejar a Jean Lafitte de ser declarado culpable de piratería en su futuro. Allí se encuentran con un grupo de piratas liderados por Black Bill Scroggins. Después de una pelea a capa y espada en la playa, Lafitte va a Nueva Orleans y los Viajeros saltan a la Batalla de Nueva Orleans donde se reúnen con el general Andrew Jackson, aka El viejo Hickory.

9	"The Travels of Marco...and Friends" (Los viajes de Marco y sus amigos) 
3 de diciembre de 1982
En Nueva York, el 11 de diciembre de 1930, los Viajeros salvan a Albert Einstein y su esposa de que les caiga un escritorio encima y luego conocen a Isaac Wolfstein, que es un retirado Viajero a quien Bogg conoce como el legendario el extravagante Wolfstein. Cuando Isaac le pide ir a una isla en el Pacífico Sur, ellos terminan ayudando a Clara Barton en Francia de 1870 durante la Guerra Franco-prusiana, antes de llevarlo al 1 de julio de 1946 sobre una de las Islas Marshall. Después de dejar a Isaac en una isla, Bogg y Jeff van a China el 13 de agosto de 1275. Allí, conocen a Kublai Khan quien les dice que Marco Polo y sus hermanos Polo no han llegado todavía con el óleo sagrado de Jerusalén. Debido a esto, se dirigen a Persia en 1272 para resguardar a los hermanos Polo de desaparecer misteriosamente. Bogg luego vuelve y coge a Isaac de un sitio de pruebas nucleares en Bikini Atoll y ambos van al Estrecho de Ormuz y con su ayuda, libera a su joven compañero y a los hermanos Polo de mongoles traficantes de esclavos llamados Karaunas.

10	"An Arrow Pointing East" (Una flecha que apunta hacia Oriente)
12 de diciembre de 1982
Después de arribar desde Hawái, Bogg y Jeff ayudan a un herido Robin Hood en el bosque de Sherwood, en Inglaterra, 1194. Se enteran por medio de Little John y el fraile Tuck que el Sheriff de Nottingham está reteniendo a Lady Marian en cautividad. Cuando los soldados del Alguacil atrapan a los Viajeros, ellos saltan a Nueva York, el 19 de mayo de 1927. En Long Island, ayudan a Charles Lindbergh a hacer su histórico vuelo desde Nueva York a Francia en el Espíritu de San Louis. A continuación, vuelven a ayudar a Robin Hood a rescatar a Maid Marian en 1194 antes de volver a Francia el 21 de mayo de 1927 para ver " Lucky Lindy " aterrizar en Francia... desde la distancia.

11	"Merry Christmas, Bogg" (Feliz Navidad, Bogg)
19 de diciembre de 1982
En Trenton, Nueva Jersey, el 24 de diciembre de 1776, George Washington está en el lado equivocado durante la Revolución Americana justo un día antes del que se supone que estará en la batalla de Trenton. Los viajeros van a Mount Vernon, Virginia en 1746 para evitar que se una a la Royal Navy en la adolescencia. Luego, en Pittsburgh, Pensilvania, el 24 de diciembre de 1892, ellos conocen al bisabuelo de Jeffrey, Stephen Jones, quien es amigo de Samuel Gompers. Luego Bogg y Jeff vuelven a 1776 de nuevo justo antes de la batalla de Trenton y de que el plan de ataque de Washington cruce el Delaware. De vuelta en 1892, Stephen Jones convence a Bogg para dejar al huérfano Jeff con él y su esposa. Jeff, sin embargo, pide a Bogg que no lo deje y se quedan juntos. 
12	"Buffalo Bill & Annie Play the Palace" (Buffalo Bill y Annie tocan en el palacio)
9 de enero de 1983
En Inglaterra, 1887, los Viajeros deben impedir una boda entre la princesa de Inglaterra Victoria y el duque Miguel de Rusia. La reina Victoria ha invitado a Buffalo Bill y a Annie Oakley para realizar un espectáculo del salvaje Oeste. Un concurso de tiro se estableció entre el Duque y Annie, pero los hombres del Duque secuestran a Oakley para evitar la posibilidad de la pérdida del Duque. Bogg y Jeff son superados en número y saltan en el tiempo a África en 1913. Allí, ayudan al Dr. Albert Schweitzer a tratar a un moribundo jefe, pero un médico brujo, cree que los Viajeros son traficantes de esclavos. Schweitzer ayuda a llegar con el medicamento a tiempo para salvar la vida del jefe. De vuelta en Inglaterra, liberan a Oakley de los rusos en el momento justo para que ella venciera al duque en el concurso de tiro, tras lo cual exponen el secuestro a la reina que rompe la alianza matrimonial con los rusos. 
13	" The Trial of Phineas Bogg" (El juicio de Phineas Bogg) 
16 de enero de 1983
Los Viajeros aparecen en una sala vacía con una falta de funcionamiento del Omni. Una abogada de defensa llamada Susan (Jenny Neumann) reclama a Bogg que ha violado el Código del Viajero y será llevado a juicio por el Viajero Drake, un fiscal difícil. Tres magistrados llevan a la mesa de trabajo que Bogg es acusado de poner en peligro la vida de Jeff. Sin embargo, la evidencia de falso testimonio durante el juicio es descubierta demostrando que Drake ha manipulado la memoria de la grabadora Omni. Todo esto se debe a que Bogg le dijo a Susan que había descubierto que Drake hacía trampa en los exámenes cuando leyó su diario, pero nunca dijo nada; entonces Susan va a buscar la evidencia del diario y lo logra. Cuando Drake intenta escapar con su Omni, los Viajeros lo agarran y terminan en la Revolución de Texas en México en 1836. Drake se escapa s algún lugar del tiempo, mientras que Bogg y Jeff ayudan a Sam Houston y los rebeldes texanos. Susan luego los trae de vuelta y un juez les dice que el destino de Jeff siempre fue ser un Viajero así que no fue casualidad que Bogg llegara a él. Él da a Bogg su Omni. Jeff y él están muy contentos y vuelven a trabajar, pero desaparecen antes de que el juez pueda darles una nueva Guía.

14	" Sneak Attack " (Ataque sorpresivo) 
13 de febrero de 1983
En Pearl Harbor, Hawái, el 6 de diciembre de 1941, Jackie Knox (un oficial de Inteligencia del Ejército), sigue a los Viajeros y roba el Omni trayéndolos a Utah, el 10 de abril de 1860. Encuentran a un lesionado adolescente Bill Cody trabajando en el correo a caballo, que fue atacado por bandidos. Bogg convence a Jackie que los Viajeros ayudan a la gente en la historia, pero cuando Jeff decide hacer el viaje en el correo a caballo y les tienden una emboscada, el trío salta de regreso a Hawái en la mañana del 7 de diciembre. Durante el ataque a Pearl Harbor, Jackie salva la vida del general Douglas MacArthur. Luego, utilizan una moto de 1941 para el paseo en Poni en 1860 con el fin de escapar de los bandidos. 
15	"Voyagers of the Titanic" (Viajeros del Titanic)
27 de febrero de 1983
Bogg y Jeff aterrizan en medio del Océano Atlántico en la cubierta del RMS Titanic el 14 de abril de 1912. Mientras que Jeff trata de advertir al capitán con Molly Brown, Bogg conoce a un hombre llamado Haggerty que no es un Viajero pero tiene un Omni. Pertenece a la Viajera Olivia Dunn, que está tratando de obtener la Mona Lisa de la nave. Luego los tres Viajeros saltan a 1884, Francia, donde un perro muerde a Jeff y le contagia la rabia. Louis Pasteur entonces trabaja en una vacuna y Jeff se recupera totalmente. Todos ellos se remontan al Titanic y Bogg encuentra a Haggerty en la sala de calderas, donde tienen la Mona Lisa, justo cuando el buque se hunde bajo el agua. En París, el 15 de abril de 1912, Jeff (que se fue por separado) cree que Bogg y Olivia murieron hasta que se presentan y explican que tenían que llevar el cuadro robado de nuevo a la casa de Vincenzo Peruggia. 
16	" Pursuit " (La búsqueda)
6 de marzo de 1983
Bogg trae a Jeff a Cabo Cañaveral, Florida, para ver el primer aterrizaje en la luna, pero el programa espacial de los Estados Unidos no existe. La tecnología de cohetes alemana fue dada a Rusia al final de la Segunda Guerra Mundial por lo que van a Austria el 1 de mayo de 1945 en el fin de garantizar que el científico de cohetes Wernher von Braun se rinda a las fuerzas estadounidenses. Bogg trata de advertir a von Braun que uno de sus científicos es un espía de los nazis antes de que finalmente conozcan a las fuerzas estadounidenses y les da los planos de sus cohetes. Luego van al 20 de julio de 1969 y ven la llegada a la luna en la televisión cuando Neil Armstrong pronuncia su famosa frase, "este es un pequeño paso para un hombre, pero un salto gigantesco para la humanidad". 
17	" Destiny's Choice " (Destino Elegido) 
13 de marzo de 1983
En el Hollywood de 1928 los Viajeros terminan en un set cerrado de la primera película sonora. Cuando Jeff señala que el director es Franklin D. Roosevelt, ellos saben que todo está mal en Hollywood. Ellos van a la casa de Roosevelt en Hyde Park, Nueva York en 1924 para evitar que envíe por correo un guion y darse a conocer en Hollywood, pero su esposa, Eleanor, está en contradicción con la madre de Roosevelt, que se avergüenza de su poliomielitis. Haciéndose pasar por un maniobrador, Bogg ayuda a Roosevelt a usar muletas y no depender tanto de los demás lo que le permite hacer un discurso público importante, ascender en la política y, finalmente, convertirse en presidente. De regreso en 1928, una actriz que Bogg y Jeff conocieron ya no es más que la repartidora de comida, ya que Roosevelt era su descubridor.

18	" All Fall Down " (Todo se cae)
27 de marzo de 1983
El 21 de junio de 1938 en Pompton Lakes, Nueva Jersey, los Viajeros ven a Joe Louis entrenando para un encuentro de boxeo. Cuando Bogg derriba a Louis en un combate de práctica, Louis decide dejar el deporte. Ante el temor de que los entrenadores le hagan daño a Bogg, Jeff viaja en el tiempo a un avión en Nevada, en febrero de 1970, donde un secuestrador de aviones suelta un gas que afecta a todos los pasajeros a excepción de Jeff. Un controlador de tránsito aéreo lo ayuda a aterrizar el Boeing 747 con el futuro presidente Jimmy Carter a bordo. De vuelta en 1938, ellos convencen a Louis de no escuchar las reclamaciones de la superioridad racial de su oponente, Max Schmeling. Bogg y Jeff ayudan a entrenar a Louis y el 22 de junio, Louis derrota a Schmeling y conserva su título de “Campeón peso pesado del Mundo”.

19	"Barriers of Sound" (Las barreras del sonido)
12 de junio de 1983
En Denison, Texas, el 14 de octubre de 1890, Bogg y Jeffrey descubren que los teléfonos no han sido inventados todavía. Si los teléfonos no se inventan, Dwight D. Eisenhower no nacerá ya que no hay asistencia médica. Así que van a Boston, 1875, donde Bogg salva la vida de una chica sorda, llamada Mabel Hubbard. Encuentran a Alexander Graham Bell, pero su invento, el teléfono, no funciona. Jeff se da cuenta de que Mabel será la esposa de Bell y arregla una cita, pero Mabel y Bogg se enamoran y Mabel quiere estar con Bogg y no con Bell. Bogg rompe el corazón de Mabel y junto a Jeff van al 7 de marzo de 1876 donde Bell y Thomas A. Watson están trabajando en el teléfono. Bell ha adquirido financiamiento de parte del padre de su prometida Mabel para poder continuar con su invento. Bell trabaja con agua como conductor de electricidad para el teléfono, Bogg le dice que tal vez no es buen conductor y Bell intenta con un ácido, Bell se lesiona con el ácido y grita, "¡Sr. Watson, ven aquí, que te necesito!" Watson, al oír la voz de Bell en el teléfono, salta de alegría, sabiendo lo que sucedió. De vuelta en Texas en 1890, Bogg y Jeff ayudan en el nacimiento de Dwight D. Eisenhower, consiguiendo la ayuda de un médico en el teléfono.

20	" Jack's Back " (Vuelve Jack)
10 de julio de 1983
En Londres, el 19 de noviembre de 1889, una periodista estadounidense llamada Nellie Bly va en busca de una historia sobre el infame Jack el Destripador, pero es atacada por un hombre que desaparece cuando Bogg y Jeff aparecen e intentan ayudar. Cuando su amigo Sir Arthur Conan Doyle (escritor del famoso personaje del detective Sherlock Holmes) comienza a cuestionar a Bly sobre su atacante, ella sospecha que Bogg es Jack el Destripador, puesto que Bogg tomó la capa que llevaba el atacante y ella vio un Omni de plata idéntico al de Bogg, y cuando ve el de Bogg sospecha y llama a la policía. El inspector Lasard de Scotland Yard arresta a Bogg y los Viajeros se dan cuenta de que el renegado Viajero Drake fue el atacante de Bly. Después de que escapan de Lasard, encuentran a Drake a punto de matar a Bly y Doyle con el fin de "arruinar la historia", pero Bogg y Jeff lo detienen antes de que se desvanezca en el tiempo.